# Wake Me Up (bài hát của Avicii)
"Wake Me Up" là một bài hát của DJ và nhà sản xuất âm nhạc người Thụy Điển Avicii nằm trong album phòng thu đầu tay của anh, True (2013). Nó được phát hành vào ngày 17 tháng 6 năm 2013 như là đĩa đơn đầu tiên trích từ album bởi PRMD Music, Lava Records và Columbia Records. Bài hát còn có sự tham gia góp giọng của ca sĩ người Mỹ Aloe Blacc mặc dù không được đề cập. "Wake Me Up" được viết lời Avicii, Blacc và Mike Einziger thuộc ban nhạc Mỹ Incubus, trong khi phần sản xuất được đảm nhiệm bởi nam DJ với Mike Shinoda và Arash Pournouri. Đây là một bản folktronica kết hợp với những yếu tố từ house và dance-pop mang nội dung đề cập đến một người đang cảm thấy hài lòng với những gì xảy ra xung quanh cuộc sống của bản thân nhưng cũng lo sợ rằng sẽ mãi đắm chìm vào những điều đó, và hy vọng sẽ có ai đó đến để thức tỉnh mình trở lại với hiện thực, vốn xuất phát từ những trải nghiệm thực tế trong đời sống cá nhân của Blacc. Trước khi được phát hành chính thức, nó đã được giới thiệu lần đầu tiên trong danh sách trình diễn của Avicii tại Lễ hội Âm nhạc Ultra ở Miami vào tháng 3 năm 2013.
Sau khi phát hành, "Wake Me Up" nhận được những phản ứng tích cực từ các nhà phê bình âm nhạc, trong đó họ đánh giá cao giai điệu bắt tai cũng như quá trình sản xuất của nó. Bài hát còn gặt hái nhiều giải thưởng và đề cử tại những lễ trao giải lớn, bao gồm chiến thắng tại giải thưởng âm nhạc Billboard năm 2014, giải thưởng âm nhạc iHeartRadio năm 2014 lẫn giải Sự lựa chọn của Giới trẻ năm 2014 cho Bài hát Dance/Nhạc điện tử xuất sắc nhất. Nó cũng tiếp nhận những thành công ngoài sức tưởng tượng về mặt thương mại với việc đứng đầu các bảng xếp hạng ở hơn 22 quốc gia, bao gồm nhiều thị trường lớn như Úc, Áo, Pháp, Đức, Ireland, Ý, Hà Lan, New Zealand, Tây Ban Nha, Thụy Điển, Thụy Sĩ và Vương quốc Anh, và lọt vào top 10 ở tất cả những quốc gia nó xuất hiện. Tại Hoa Kỳ, "Wake Me Up" đạt vị trí thứ tư trên bảng xếp hạng Billboard Hot 100, trở thành đĩa đơn đầu tiên của Avicii vươn đến top 10 và đạt thứ hạng cao nhất của nam DJ, đồng thời tiêu thụ được hơn 4.5 triệu bản tại đây. Tính đến nay, nó đã bán được hơn 11.2 triệu bản trên toàn cầu, trở thành một trong những đĩa đơn bán chạy nhất mọi thời đại.
Video ca nhạc cho "Wake Me Up" được đồng đạo diễn bởi Mark Seliger và C.B. Miller, trong đó đề cập đến hai cô gái vô gia cư (do Kristina Romanova và Laneya Grace thủ vai) đã có cuộc hành trình từ vùng quê ở California đến Lễ hội Âm nhạc Ultra để xem Avicii trình diễn, nơi anh ra mắt bài hát. Nó đã nhận được một đề cử tại giải Video âm nhạc của MTV năm 2014 ở Hoa Kỳ Video Pop xuất sắc nhất. Để quảng bá bài hát, Avicii đã trình diễn "Wake Me Up" trên nhiều chương trình truyền hình và lễ hội âm nhạc lớn, bao gồm EDC Las Vegas, EDC London, Tomorrowland, Creamfields, Electric Zoo và Lễ hội âm nhạc iTunes, cũng như trong nhiều chuyến lưu diễn của anh. Được đánh giá là bài hát trứ danh trong sự nghiệp của Avicii, nó đã được hát lại và sử dụng làm nhạc mẫu bởi nhiều nghệ sĩ khác nhau, như Red Hot Chilli Pipers, Pixie Lott, Boyce Avenue và dàn diễn viên của Glee. Sau thành công của "Wake Me Up", Blacc đã thu âm lại phiên bản acoustic của bài hát cho EP đầu tiên cùng tên (2013) cũng như album phòng thu thứ ba của anh, Lift Your Spirit (2013).

## Danh sách bài hát
| - Tải kĩ thuật số 1. "Wake Me Up" – 4:09 2. "Wake Me Up" (Mr. Worldwide phối lại) – 3:38 - Tải kĩ thuật số - Phối lại #1 1. "Wake Me Up" (Avicii Speed phối lại) – 7:04 2. "Wake Me Up" (reggae phối) – 4:31 - Tải kĩ thuật số - Phối lại #2 1. "Wake Me Up" (Avicii Speed phối lại) – 7:04 2. "Wake Me Up" (bản gốc phối mở rộng) – 5:44 3. "Wake Me Up" (reggae phối lại) – 4:31 | - Tải kĩ thuật số - Phối lại #3 1. "Wake Me Up" (PANG! Slow Things Down phối lại) – 6:12 2. "Wake Me Up" (EDX Miami Sunset phối lại) – 6:32 - Đĩa CD 1. "Wake Me Up" (radio chỉnh sửa) – 4:09 2. "Wake Me Up" (không lời) – 4:32 |

## Xếp hạng
| Bảng xếp hạng (2013-14)                       | Vị trí cao nhất |
| --------------------------------------------- | --------------- |
| Úc (ARIA)                                     | 1               |
| Áo (Ö3 Austria Top 40)                        | 1               |
| Bỉ (Ultratop 50 Flanders)                     | 1               |
| Bỉ (Ultratop 50 Wallonia)                     | 1               |
| Brazil (Billboard Brasil Hot 100)             | 1               |
| Brazil (Hot Pop Songs)                        | 1               |
| Canada (Canadian Hot 100)                     | 2               |
| Colombia (National-Report)                    | 19              |
| Cộng hòa Séc (Rádio Top 100)                  | 1               |
| Cộng hòa Séc (Singles Digitál Top 100)        | 4               |
| Đan Mạch (Tracklisten)                        | 1               |
| Châu Âu Digital Song Sales (Billboard)        | 1               |
| Phần Lan (Suomen virallinen lista)            | 1               |
| Pháp (SNEP)                                   | 1               |
| Đức (GfK)                                     | 1               |
| Hy Lạp Phát thanh (IFPI)                      | 1               |
| Hy Lạp Nhạc số (Billboard)                    | 1               |
| Hungary (Rádiós Top 40)                       | 1               |
| Hungary (Single Top 40)                       | 1               |
| Hungary (Dance Top 40)                        | 1               |
| Ireland (IRMA)                                | 1               |
| Israel (Media Forest)                         | 1               |
| Ý (FIMI)                                      | 1               |
| Nhật Bản (Japan Hot 100)                      | 6               |
| Lebanon (The Official Lebanese Top 20)        | 1               |
| Luxembourg Nhạc số (Billboard)                | 1               |
| México (Monitor Latino)                       | 2               |
| Hà Lan (Dutch Top 40)                         | 1               |
| Hà Lan (Single Top 100)                       | 1               |
| New Zealand (Recorded Music NZ)               | 1               |
| Na Uy (VG-lista)                              | 1               |
| Ba Lan (Polish Airplay Top 100)               | 1               |
| Bồ Đào Nha Nhạc số (Billboard)                | 1               |
| Romania (Airplay 100)                         | 1               |
| Scotland (OCC)                                | 1               |
| Slovakia (Rádio Top 100)                      | 1               |
| Slovenia (SloTop50)                           | 1               |
| Nam Phi (EMA)                                 | 3               |
| Tây Ban Nha (PROMUSICAE)                      | 1               |
| Thụy Điển (Sverigetopplistan)                 | 1               |
| Thụy Sĩ (Schweizer Hitparade)                 | 1               |
| Anh Quốc (OCC)                                | 1               |
| Anh Quốc Dance (OCC)                          | 1               |
| Hoa Kỳ Billboard Hot 100                      | 4               |
| Hoa Kỳ Adult Contemporary (Billboard)         | 5               |
| Hoa Kỳ Adult Pop Airplay (Billboard)          | 1               |
| Hoa Kỳ Dance Club Songs (Billboard)           | 1               |
| Hoa Kỳ Hot Dance/Electronic Songs (Billboard) | 1               |
| Hoa Kỳ Dance/Mix Show Airplay (Billboard)     | 1               |
| Hoa Kỳ Pop Airplay (Billboard)                | 1               |
| Hoa Kỳ Rhythmic (Billboard)                   | 14              |
| Venezuela Pop Rock General (Record Report)    | 1               |

| Bảng xếp hạng (2013)                      | Vị trí |
| ----------------------------------------- | ------ |
| Australia (ARIA)                          | 4      |
| Australia Dance (ARIA)                    | 1      |
| Austria (Ö3 Austria Top 75)               | 1      |
| Belgium (Ultratop 50 Flanders)            | 1      |
| Belgium (Ultratop 50 Wallonia)            | 8      |
| Canada (Canadian Hot 100)                 | 7      |
| Denmark (Tracklisten)                     | 1      |
| Finland (Suomen virallinen lista)         | 5      |
| France (SNEP)                             | 7      |
| Germany (Official German Charts)          | 1      |
| Hungary (Rádiós Top 40)                   | 9      |
| Hungary (Dance Top 40)                    | 11     |
| Ireland (IRMA)                            | 3      |
| Israel (Media Forest)                     | 2      |
| Italy (FIMI)                              | 2      |
| Moldova (Media Forest)                    | 4      |
| Netherlands (Dutch Top 40)                | 2      |
| Netherlands (Single Top 100)              | 1      |
| New Zealand (Recorded Music NZ)           | 8      |
| Slovenia (SloTop50)                       | 1      |
| Spain (PROMUSICAE)                        | 5      |
| Sweden (Sverigetopplistan)                | 1      |
| Switzerland (Schweizer Hitparade)         | 1      |
| UK Singles (Official Charts Company)      | 3      |
| US Billboard Hot 100                      | 19     |
| US Adult Top 40 (Billboard)               | 35     |
| US Dance Club Songs (Billboard)           | 6      |
| US Hot Dance/Electronic Songs (Billboard) | 3      |
| US Dance/Mix Show Airplay (Billboard)     | 6      |
| US Pop Songs (Billboard)                  | 17     |
| Worldwide (IFPI)                          | 3      |
| Bảng xếp hạng (2014)                      | Vị trí |
| Australia Dance (ARIA)                    | 28     |
| Belgium (Ultratop 50 Flanders)            | 30     |
| Belgium (Ultratop 50 Wallonia)            | 37     |
| Canada (Canadian Hot 100)                 | 21     |
| France (SNEP)                             | 66     |
| Germany (Official German Charts)          | 92     |
| Hungary (Single Top 40)                   | 31     |
| Hungary (Dance Top 40)                    | 25     |
| Israel (Media Forest)                     | 22     |
| Italy (FIMI)                              | 45     |
| Japan (Japan Hot 100)                     | 80     |
| Netherlands (Dutch Top 40)                | 106    |
| Netherlands (Single Top 100)              | 44     |
| Slovenia (SloTop50)                       | 17     |
| Spain (PROMUSICAE)                        | 46     |
| Sweden (Sverigetopplistan)                | 8      |
| Switzerland (Schweizer Hitparade)         | 34     |
| UK Singles (Official Charts Company)      | 70     |
| US Billboard Hot 100                      | 22     |
| US Adult Contemporary (Billboard)         | 8      |
| US Adult Top 40 (Billboard)               | 23     |
| US Hot Dance/Electronic Songs (Billboard) | 2      |
| US Pop Songs (Billboard)                  | 41     |
| Bảng xếp hạng (2018)                      | Vị trí |
| Sweden (Sverigetopplistan)                | 15     |

| Bảng xếp hạng                        | Vị trí |
| ------------------------------------ | ------ |
| UK Singles (Official Charts Company) | 21     |
| US Billboard Hot 100                 | 328    |
| US Pop Songs (Billboard)             | 12     |

## Chứng nhận
| Quốc gia | Chứng nhận   | Số đơn vị/doanh số chứng nhận |
| --- | ------------ | ----------------------------- |
| Úc (ARIA) | 9× Bạch kim  | 630.000^                      |
| Áo (IFPI Áo) | 2× Bạch kim  | 60.000*                       |
| Bỉ (BEA) | 4× Bạch kim  | 80.000‡                       |
| Canada (Music Canada) | 6× Bạch kim  | 523,000                       |
| Đan Mạch (IFPI Đan Mạch) | 2× Bạch kim  | 0^                            |
| Phần Lan (Musiikkituottajat) | Vàng         | 34,924                        |
| Pháp (SNEP) | —            | 200,000                       |
| Đức (BVMI) | 4× Bạch kim  | 2.000.000‡                    |
| Ý (FIMI) | 4× Bạch kim  | 120.000*                      |
| Nhật Bản (RIAJ) | Bạch kim     | 250.000^                      |
| México (AMPROFON) | 2× Bạch kim  | 120,000*                      |
| Hà Lan (NVPI) | 8× Bạch kim  | 160.000^                      |
| New Zealand (RMNZ) | 2× Bạch kim  | 30.000*                       |
| Na Uy (IFPI) | 7× Bạch kim  | 70.000*                       |
| Hàn Quốc (Gaon Chart) | —            | 47,175                        |
| Tây Ban Nha (PROMUSICAE) | 3× Bạch kim  | 120.000*                      |
| Thụy Điển (GLF) | 13× Bạch kim | 260.000‡                      |
| Thụy Sĩ (IFPI) | 3× Bạch kim  | 90.000^                       |
| Anh Quốc (BPI) | 3× Bạch kim  | 1.800.000‡                    |
| Hoa Kỳ (RIAA) | 6× Bạch kim  | 6.000.000‡                    |
| Venezuela (APFV) | 3× Bạch kim  | 30.000^                       |
| Streaming |              |                               |
| Đan Mạch (IFPI Đan Mạch) | 6× Bạch kim  | 10,800,000^                   |
| Tây Ban Nha (PROMUSICAE) | 2× Bạch kim  | 16,000,000*                   |
| * Chứng nhận dựa theo doanh số tiêu thụ. ^ Chứng nhận dựa theo doanh số nhập hàng. ‡ Chứng nhận dựa theo doanh số tiêu thụ và phát trực tuyến. |              |                               |

## Lịch sử phát hành
| Quốc gia       | Ngày                | Định dạng                                | Hãng đĩa                |
| -------------- | ------------------- | ---------------------------------------- | ----------------------- |
| Đức            | 17 tháng 6 năm 2013 | Tải kĩ thuật số                          | RCA Sony                |
| Ý              | 17 tháng 6 năm 2013 | Tải kĩ thuật số                          | RCA Sony                |
| Tây Ban Nha    | 17 tháng 6 năm 2013 | Tải kĩ thuật số                          | RCA Sony                |
| Vương quốc Anh | 17 tháng 6 năm 2013 | Tải kĩ thuật số                          | PRMD Lava Columbia Sony |
| Hoa Kỳ         | 2 tháng 7 năm 2013  | Tải kĩ thuật số                          | PRMD Lava Columbia Sony |
| Hoa Kỳ         | 29 tháng 7 năm 2013 | Adult contemporary radio                 | PRMD Lava Columbia Sony |
| Hoa Kỳ         | 29 tháng 7 năm 2013 | Triple A radio                           | PRMD Lava Columbia Sony |
| Hoa Kỳ         | 30 tháng 7 năm 2013 | Alternative radio                        | PRMD Lava Columbia Sony |
| Hoa Kỳ         | 30 tháng 7 năm 2013 | Mainstream radio rhythmic top 40 [ 148 ] | PRMD Lava Columbia Sony |